# Allium aciphyllum
Allium aciphyllum är en amaryllisväxtart som beskrevs av Jie Mei Xu. Allium aciphyllum ingår i släktet lökar, och familjen amaryllisväxter. Inga underarter finns listade i Catalogue of Life.